# Bel Ami (companyia pornogràfica)
Bel Ami (estilitzat com BelAmi) és una companyia de cinema pornogràfic gai amb oficines a Bratislava, Praga i Budapest. Va ser fundada l'any 1993 pel cineasta George Duroy, un ciutadà eslovac que va prendre el seu pseudònim de Georges Duroy, protagonista de la novel·la de Guy de Maupassant Bel Ami.
Els actors més destacats de l'empresa són Kris Evans, Luke Hamill, Paul Valery, Jim Kerouac, Dylan Maguire, Dolph Lambert, Lukas Ridgeston, Ariel Vanean, Marcel Gassion, Alex Orioli, Vadim Farrell, Mick Lovell, posteriorment el lloc Kinky Angels ha inclòs actors com Kevin Warhol, Jack Harrer, Andre Boleyn, Adam Archuleta, Gino Mosca, i més recentment a Joel Birkin, Jerome Exupery, Helmut Huxley, Hoyt Kogan, Christian Lundgren que han rodat junts diverses escenes incloent sexe oral i bareback.
L'estudi ha rebut, en nombroses ocasions, diversos premis i nominacions d'entreteniment per a adults, incloent cinc Premis XBIZ (un d'ells per Millor Film LGBT del 2010), i cinc nominacions als GayVN Awards 2010, amb Kris Evans com Millor Debutant.

## Pel·lícules
- 1994 - Lukas' Story
- 1994 -Lucky Lukas
- 1995 - Frisky Summer 1
- 1996 - Frisky Summer 2
- 1997 - An American in Prague
- 1998 - Frisky Summer 3
- 1998 - 2002 The 101 Men sèrie
- 2001 - The Personal Trainers, sèrie
- 2004 - Greek Holiday
- 2004 - Pretty Boy
- 2005 - Lukas in Love
- 2006 - Pillow Talk 1, 2, 3
- 2006 - Flings 2
- 2006 - Watching Porn
- 2006 - #Grafiti
- 2007 - Undressed Rehearsals
- 2007 - Rebel
- 2008 - The Private Life of Brandon Manilow
- 2008 - Some Like It Big
- 2008 - French Kiss
- 2009 - Seriously Sexy
- 2010 - Taboo
- 2010 - 5 Americans in Prague
- 2010 - Seriously Sexy 2
- 2012 - Back in Africa
- 2015 - Scandal in the Vatican 2: The Swiss Guard